# Třetí světová válka

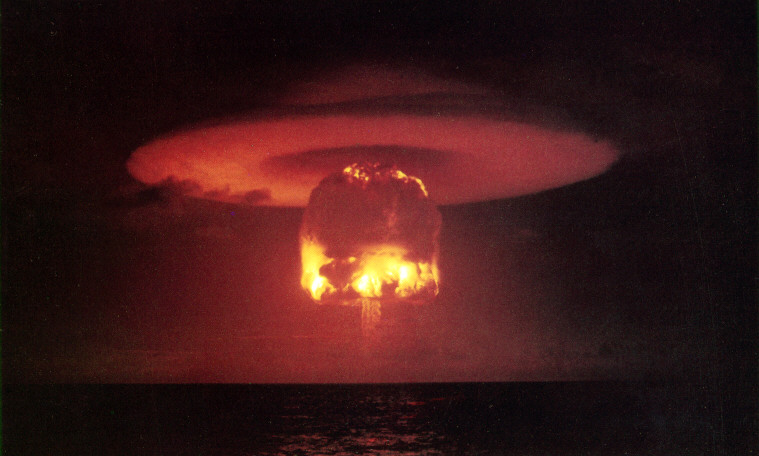
V souvislosti s třetí světovou válkou je často zmiňovaná její možná proměna v jadernou válku, která by pravděpodobně měla za následek vyhynutí lidstva.

Třetí světová válka je hojně používané označení pro hypotetický globální vojenský konflikt, který by v budoucnu mohl nastat. Vzhledem k rozvoji vojenské techniky lze usuzovat, že v případné třetí světové válce by mohly být nasazeny zbraně hromadného ničení, jakými jsou například jaderné nebo biologické zbraně; válka by mohla být provázena kybernetickými útoky. S rozvojem umělé inteligence narůstá také riziko použití autonomních zbraní, které mohou mít podobný vliv na geopolitiku jako atomové zbraně.
V roce 2023 se spekuluje o možné třetí světové válce, ve kterou by mohla přerůst ruská invaze na Ukrajinu. V dubnu 2022 moderátorka ruské státní televize Olga Skabejevová na kanálu Russia-1 prohlásila, že Rusko je nyní již ve válce s infrastrukturou NATO (ne-li již s NATO samotným) a tudíž třetí světová válka už začala.

## Původ pojmu
V dějinách lidstva byly mnohé války pojmenovávány, například třicetiletá válka (1618–1648), válka o španělské dědictví (1701–1714), sedmiletá válka (1756–1763) nebo napoleonské války (1803–1815). Teprve s příchodem globalizace vzniklo v 20. století označení pro konflikt zahrnující a ovlivňující více zemí světa, světová válka. Toto označení je spojené pouze se dvěma proběhlými významnými mezinárodními konflikty: první (1914–1918) a druhou světovou válkou (1939–1945).
V návaznosti na tyto dva předešlé konflikty byl již v roce 1941 použit termín třetí světová válka. V roce 1949 fyzik Albert Einstein v reakci na použití jaderných zbraní ke konci druhé světové války varoval: „Nevím, čím se bude bojovat ve třetí světové válce, ale ve čtvrté to budou klacky a kameny.“ Einstein tak chtěl upozornit, že lidstvo v ní bude mít pravděpodobně technologie tak ničivé síly, že jejich použití způsobí důsledky, které jej vrátí na úroveň doby kamenné.

## Možné 3. světové války
Existuje několik případů, kdy svět začal spekulovat o tom, že by mohla vypuknout třetí světová válka. Zde je několik příkladů z historie:
- Karibská krize (1962)[6]
- Krize v Perském zálivu (2020)[7]
- Ruská invaze na Ukrajinu (2022)[8][9][10]
- Americký útok na íránská jaderná zařízení (2025)

#### 20. léta 21. století
V projevu ke třicátému výročí vzniku BIS varoval její ředitel Michal Koudelka, že situace ve světě je mimořádně vážná a svět je ve varu. Mezi hrozbami vyvolávajícími podle něj v součtu významné riziko globálního střetu zmínil ohrožení Evropy ruským imperialismem, ruské, čínské nebo íránské sabotáže a zpravodajské operace, nepřátelskou propagandu, hrozbu islámského státu, migraci, nárůst především pravicového extremismu, ilegální obchodování se zbraněmi, hrozbu zneužití umělé inteligence nebo kybernetické útoky.